# Romain Puértolas
Romain Puértolas (Montpeller, 21 de desembre de 1975) és un escriptor francès d'origen franco-espanyol. Va debutar al món literari amb L'increïble viatge del faquir que es va quedar atrapat en un armari d'Ikea (2013), que es va convertir en un gran fenomen editorial conegut com a «faquirmania». Més de 40 editorials de tot el món van adquirir els drets de traducció de la seva opera primera i va superar els 500.000 exemplars venuts. A Espanya, Grijalbo i Rosa dels Vents han publicat la seva obra en espanyol i català.

## Biografia
Abans de dedicar-se en exclusiva a l'escriptura, Puértolas va treballar com a DJ, professor d'idiomes, traductor intèrpret, auxiliar i coordinador de vol a l'Aeroport de Barcelona - el Prat, empleat d'Aena a Madrid i netejador de màquines escurabutxaques a Brighton. En els últims anys ocupava el càrrec d'inspector de policia en un servei especialitzat en el desmantellament de xarxes d'immigració il·legal a França.
L'agost de 2013 l'editorial francesa Li Dilettante va publicar L'increïble viatge del faquir que es va quedar atrapat en un armari d'Ikea. En plena rentrée literària francesa, la novel·la es va convertir en un fenomen editorial, que la premsa va etiquetar com a «faquirmania», i més de 40 editorials estrangeres van adquirir els drets de traducció.
Número u en les llistes dels més venuts durant mesos, va ser enaltit per la crítica, els llibreters i els lectors. Amb L'increïble viatge del faquir que es va quedar atrapat en un armari d'Ikea, Puértolas va ser finalista dels premis literaris Renaudot, Renaudot donis Lycéens i Méditerranée donis Lycéens, i guardonat amb el prestigiós Grand Prix Jules Verne 2014, i el premi Audiolib 2014, sent seleccionat per milers de audiolectores.
L'adaptació cinematogràfica de l'increïble viatge del faquir que es va quedar atrapat en un armari d'Ikea es rodarà en anglès i compta amb la participació de Romain Puértolas com a coguionista al costat de Luc Bossi.

## Obra
- 2013, L'extraordinaire voyage du fakir qui était vaig restar coincé dans uneix armoire Ikea
- 2014, L'increïble viatge del faquir que es va quedar atrapat en un armari de Ikea (Grijalbo i Rosa dels Vents).[1]
- 2015, La petite fille qui avait vaig avalar un nuage grand comme la tour Eiffel
- 2015, La nena que es va empassar un núvol tan gran com la torre Eiffel (Grijalbo i Rosa dels Vents)

## Premis
L'increïble viatge del faquir que es va quedar atrapat en un armari de Ikea va ser guardonada amb el Gran Premi Jules Verne 2014 i el Premi Audiolib 2014, i finalista dels premis literaris Renaudot, Renaudot donis Lycéens i Méditerranée donis Lycéens.[cita 